# はなれ瞽女おりん
『はなれ瞽女おりん』(はなれごぜおりん) は水上勉の小説、またそれを原作とした映画。1974年『小説新潮』2月号に掲載され、1975年に新潮社から書籍化された。

## 書籍
- 1975年9月『はなれ瞽女おりん』新潮社
- 1977年6月『水上勉全集 第9巻』中央公論社
- 1978年『水上勉全集 第26巻』中央公論社
- 1980年2月『はなれ瞽女おりん』新潮文庫
- 1997年6月『現代日本戯曲大系 9』三一書房
- 2002月9月『越後つついし親不知・はなれ瞽女おりん』新潮文庫

## 映画
映画は1977年に表現社が製作し、篠田正浩が監督を務めた。盲目の旅芸人である瞽女の姿を北陸の美しい四季の景色を背景に描かれている。

### あらすじ
幼い時に瞽女になったおりんは、ある男と関係をもったことからはなれ瞽女となる。ある日、おりんは脱走兵の男と出会い、一緒に旅をする。

### キャスト
- おりん：岩下志麻
- 男（平太郎）：原田芳雄
- 一瀬たま（瞽女）：樹木希林
- テルヨ（瞽女のおかみ）：奈良岡朋子
- ツギ子（瞽女）：神保共子
- カネ子（同）：横山リエ
- ヤス子（同）：宮沢亜古
- ミツ子（同）：中村恵子
- 老婆：原泉
- おりんの少女時代：嶺川貴子
- 斉藤（薬売り）：浜村純
- 伊助：加藤嘉
- 炭焼男：殿山泰司
- 袴田虎三（憲兵軍曹）：小林薫
- 今西万太郎（刑事）：桑山正一
- 山下（香具師）：山谷初男
- 小杉（香具師）：不破万作
- 野次馬の男：伊達三郎
- トンネル工事の男：松山照夫
- 助太郎：西田敏行
- 別所彦三郎（香具師）：安部徹
- 初井言榮
- 三戸部スエ
- 田中筆子
- 塚本信夫
- 阿藤海
- 矢崎滋

### スタッフ
- 監督・脚本：篠田正浩
- 脚本・台詞：長谷部慶次
- 製作：岩下清
- 原作：水上勉
- 撮影：宮川一夫
- 音楽：武満徹
- 美術：粟津潔
- 録音：西崎英雄

### 受賞
- 第1回日本アカデミー賞[1]
  - 優秀作品賞
  - 優秀監督賞：篠田正浩
  - 優秀脚本賞：長谷部慶次・篠田正浩
  - 最優秀主演女優賞：岩下志麻
  - 優秀助演女優賞：奈良岡朋子
  - 優秀音楽賞：武満徹
  - 最優秀技術賞：宮川一夫<撮影>
- 第51回キネマ旬報ベスト・テン[2]
  - 日本映画ベスト・テン第3位
  - 主演女優賞：岩下志麻
- 第32回毎日映画コンクール[3]
  - 日本映画優秀賞
  - 女優演技賞：岩下志麻
  - 撮影賞：宮川一夫
- 第20回ブルーリボン賞[4]
  - 主演女優賞：岩下志麻
- 第2回報知映画賞
  - 主演女優賞：岩下志麻